# General Dynamics-Grumman F-111B
General Dynamics/Grumman F-111B được phát triển với nhiệm vụ tiêm kích đánh chặn hoạt động trên tàu sân bay tiếp sau F-4 Phantom II. Nó được công ty General Dynamics hợp tác với Grumman phát triển vào thập niên 1960 cho Hải quân Hoa Kỳ (USN), đây là một phần thuộc chương trình Tiêm kích chiến thuật thử nghiệm (TFX) tham gia với Không quân Hoa Kỳ (USAF) nhằm chế tạo một mẫu tiêm kích chung đảm nhận nhiều nhiệm vụ khác nhau. F-111B sử dụng nhiều sáng kiến kỹ thuật mới như cánh cụp cánh xòe, động cơ tuanbin quạt trong đốt tăng lực và hệ thống vũ khí tầm xa AWG-9/AIM-54 Phoenix.
F-111B được thiết kế song song với F-111 "Aardvark", không quân đã tiếp nhận F-111 với vai trò máy bay tấn công, trong khi F-111B gặp phải nhiều vấn đề trong phát triển và các yêu cầu của hải quân đã đổi sang một máy bay có khả năng cơ động tốt trong không chiến tầm gần. F-111B không được đưa vào sản xuất, mẫu thử F-111B được sử dụng để thử nghiệm trước khi bị thải loại. F-111B bị thay thế bởi loại Grumman F-14 Tomcat nhẹ hơn và nhỏ hơn, nó cũng có cấu hình cánh cụp cánh xòe, hệ thống vũ khí AWG-9/Phoenix và động cơ như F-111B.

## Quốc gia sử dụng
Hoa Kỳ
- Hải quân Hoa Kỳ

## Máy bay được trưng bày
- 152715 – Căn cứ không quân hải quân China Lake, CA (chiếc F-111B hoàn thiện cuối cùng)

## Tính năng kỹ chiến thuật (F-111B thuộc lô tiền sản xuất)

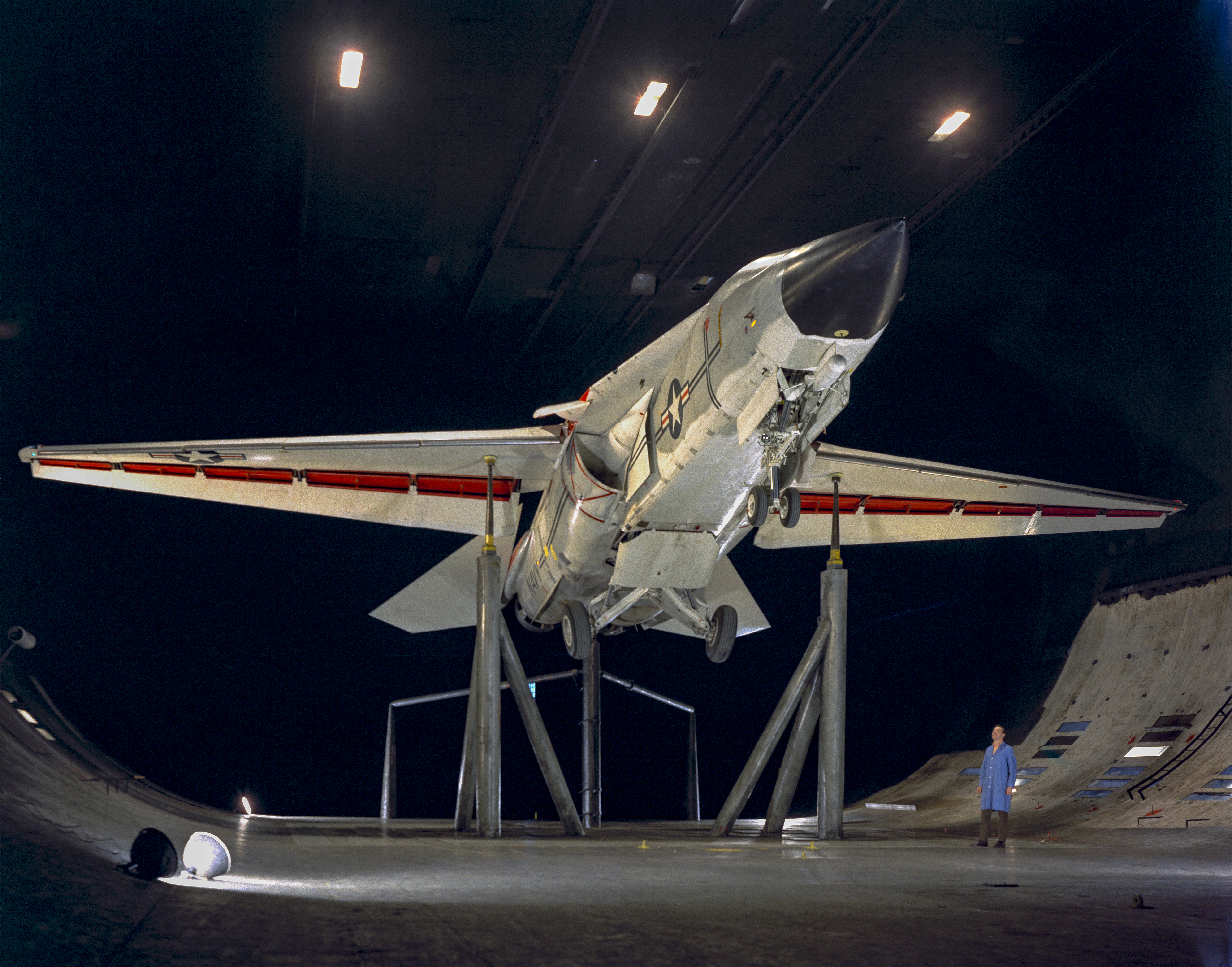
F-111B, BuNo 151974, tại căn cứ không quân hải quân Moffett Field, California. Bị tháo dỡ năm 1970

Dữ liệu lấy từ Thomason, Miller, Logan

### Đặc điểm riêng
- Tổ lái: 2 (phi công và sĩ quan vận hành hệ thống vũ khí)
- Chiều dài: 68 ft 10 in (20,98 m)
- Sải cánh: cụp: 33 ft 11 in (10,34 m); xòe: 70 ft (21,3 m)
- Chiều cao: 15 ft 9 in (4,80 m)
- Diện tích cánh: cụp: 550 ft² (51,1 m²); xòe: 655.5 ft² (60,9 m²)
- Trọng lượng rỗng: 46.100 lb (20.910 kg)
- Trọng lượng có tải: 79.000 lb (35.800 kg)
- Trọng lượng cất cánh tối đa: 88.000 lb (39.900 kg)
- Động cơ: 2 động cơ tuabin quạt trong Pratt & Whitney TF30-P-3, lực đẩy 10.750 lbf (47,8 kN) mỗi chiếc, khi tăng lực 18.500 lbf (82,3 kN) mỗi chiếc

### Hiệu suất bay
- Vận tốc cực đại: Mach 2,2 (1.450 mph, 2.330 km/h)
- Tầm bay: 2.100 mi (1.830 nmi, 3.390 km); với 6 tên lửa AIM-54 và 23.000 lb nhiên liệu bên trong
- Trần bay: 65.000 ft (19.800 m)
- Vận tốc lên cao: 21.300 ft/phút (108 m/s)
- Lực nâng của cánh: cụp: 144 lb/ft² (703 kg/m²); xòe: 120 lb/ft² (586 kg/m²)
- Lực đẩy/trọng lượng: 0,47

### Vũ khí
- 1 pháo tự động M61 Vulcan 20 mm (0,787 in)
- Tên lửa: 6 tên lửa không đối không tầm xa AIM-54 Phoenix

### Hệ thống điện tử
- Radar xung doppler AN/AWG-9

### Máy bay có cùng sự phát triển
- General Dynamics F-111 Aardvark
- General Dynamics EF-111A Raven
- General Dynamics F-111C

### Máy báy có tính năng tương đương
- Douglas F6D Missileer
- Grumman F-14 Tomcat
- Panavia Tornado ADV